# Antonowka (Kaliningrad, Gurjewsk)
Antonowka (russisch Антоновка, deutsch Brasdorf) ist ein Ort in der russischen Oblast Kaliningrad. Er gehört zur kommunalen Selbstverwaltungseinheit Stadtkreis Gurjewsk im Rajon Gurjewsk. Laut den letzten beiden Volkszählungen von 2002 und 2010 ist der Ort unbewohnt.

## Geographische Lage
Antonowka liegt 20 Kilometer nordöstlich der Oblasthauptstadt Kaliningrad (Königsberg). Der Ort ist von der Regionalstraße 27A-024 (ex A190) in der Nähe von Morgunowo (Langendorf) in südlicher Richtung zu erreichen. Die nächste Bahnstation ist der Ostanowotschny punkt (O.p. = „Haltepunkt“) Bajewka (Kuikeim, bis 1945 Kuggen genannt) an der Bahnstrecke Kaliningrad–Sowetsk (Königsberg–Tilsit).

## Geschichte
Der vor 1946 Brasdorf genannte Ort gehörte mit seinem Wohnplatz Zur guten Hoffnung von 1874 bis 1945 zum Amtsbezirk Poggenpfuhl (heute russisch: Mendelejewo) im Landkreis Königsberg (Preußen) (1939 bis 1945 Landkreis Samland) im Regierungsbezirk Königsberg der preußischen Provinz Ostpreußen. Die Einwohnerzahl betrug im Jahre 1910 303. Sie stieg bis 1933 auf 320 und verzeichnete 1939 bereits 348.
Im Jahre 1945 kam Brasdorf mit dem nördlichen Ostpreußen zur Sowjetunion. Im Jahr 1947 erhielt der Ort die russische Bezeichnung Antonowka und wurde gleichzeitig dem Dorfsowjet Dobrinski selski Sowet im Rajon Gurjewsk zugeordnet. Von 2008 bis 2013 gehörte Antonowka zur Landgemeinde Dobrinskoje selskoje posselenije und seither zum Stadtkreis Gurjewsk.

## Kirche
Mehrheitlich war die Bevölkerung Brasdorfs vor 1945 evangelischer Konfession. Der Ort war in das Kirchspiel Schönwalde (heute russisch: Jaroslawskoje) im Kirchenkreis Königsberg-Land II innerhalb der Kirchenprovinz Ostpreußen der Kirche der Altpreußischen Union eingepfarrt. Heute liegt Antonowka im Einzugsbereich der in den 1990er Jahren neu entstandenen evangelisch-lutherischen Gemeinde in Marschalskoje (Gallgarben), einer Filialgemeinde der Auferstehungskirche in Kaliningrad (Königsberg) in der Propstei Kaliningrad der Evangelisch-lutherischen Kirche Europäisches Russland (ELKER).